# Rosario-eilanden
De Rosariokoraaleilanden of Rosario-eilanden (Spaans: Islas (corales) del Rosario) is een archipel gelegen in de Caraïbische Zee, voor de kust van en behorend tot het Colombiaanse departement Bolívar. De eilandengroep met een totale land- en mariene oppervlakte van 120 km², bestaat uit zestien eilanden en eilandjes. De archipel is gelegen ongeveer 30 kilometer ten zuidwesten van de havenstad Cartagena de Indias en op ongeveer 10 km van Barú.

Rosario-eilanden

## Eilanden
De volgende eilanden vormen de Rosario-eilanden, gerangschikt van groot naar klein:
- Isla Grande - 0,2 km²
- Isla Rosario
- Caribarú
- Isla del Tesoro
- Isla Pirata
- Isla Arena
- Isla Fiesta
- Cagua
- Macavi
- Pavitos
- San Quentín
- Isla San Martín
- Isla El Peñon
- Isla Los Pajarales
- Isla Maria del Mar
- Isla Majayura

## Nationaal park
De Rosario-eilanden behoren sinds 1996 samen met de San Bernardo-eilanden tot een nationaal park, het Parque nacional natural Islas Corales del Rosario y San Bernardo. Een van de doelen van het park is het in stand houden van de onderwaterfauna rondom de eilanden.

### Onderwaterfauna
Rond de Rosario-eilanden zijn veel duiklocaties. De koraalriffen rondom de verschillende eilanden herbergen zeesterren, papegaaivissen, kreeften, rode snappers, zeeschildpadden, kleine haaien, zeepaardjes en andere Caraïbische vissoorten.